# Steven Universe: Der Film
Steven Universe: Der Film (Originaltitel: Steven Universe: The Movie) ist ein US-amerikanischer Zeichentrick-Fernsehfilm von Rebecca Sugar, der an die Fernsehserie Steven Universe (2013–2019) anschließt. Der Musicalfilm hatte am 2. September 2019 beim US-Sender Cartoon Network Premiere. Die deutsche Erstausstrahlung fand am 30. Mai 2020 auf dem deutschen Ableger Cartoon Networks statt, der Film wurde jedoch bereits am 4. Mai 2020 auf mehreren Streaming-Plattformen auf Deutsch zum Kauf angeboten. Die Handlung des Franchises wird nach dem Film in Steven Universe Future fortgesetzt.

## Handlung
Der Film spielt zwei Jahre nach der letzten Folge der fünften Staffel der Serie. Die wichtigsten Ereignisse der Serie werden am Anfang des Films mittels eines Buches zusammengefasst. Steven ist inzwischen 16 Jahre alt und befindet sich in der Heimatwelt. Trotz der Bitten der Diamonds entschließt er sich, auf der Erde zu bleiben. Dort bauen all die Gems, die er mit Hilfe der Diamonds zu deren alter Gestalt zurückverholfen hat, eine eigene kleine Stadt auf, wo sie in Frieden leben wollen.
Doch der Friede wird getrübt, als ein fremdes Gem namens Spinel am Himmel über Strandstadt erscheint und die Crystal Gems sofort zum Kampf herausfordert. Dabei werden sie alle durch ihre sensenartige Waffe beschädigt und in ihre Kristalle zurückverwandelt, doch als sie wieder körperliche Form annehmen, erkennen sie Steven gar nicht mehr. Außerdem scheint Steven seine Kräfte verloren zu haben, wie etwa, seinen Schild zu beschwören. Mit Hilfe seiner anderen Freunde, Bismuth, Lapis Lazuli und Peridot, versucht er, die Erinnerungen seiner Freunde zurückzuholen. Dabei stellen sie außerdem fest, dass der Bohrer, den Spinel anfangs in die Erde gerammt hat, langsam, aber sicher ein Gift in den Boden pumpt und damit das Leben vernichtet, was innerhalb von 41 Stunden gestoppt werden muss.
Als Pearl ihre Erinnerung zurückerlangt, erzählt sie, dass Spinel einst Pink Diamonds Spielgefährtin war, doch die Wahrheit wird erst enthüllt, als sich Steven und Spinel mittels eines Warpfeldes in Pinks Garten teleportieren. Als Pink Diamond die Erde übernehmen sollte, ließ sie Spinel in dem Garten zurück, was sie auch so vergrämte. Durch diese Erinnerung kommt Spinel wieder zur Besinnung. Steven kann sie jedoch davon überzeugen, die Vergangenheit hinter sich zu lassen und alles wieder in Ordnung zu bringen. Spinel fühlt sich aber getäuscht und lässt das gesamte Gift aus dem Bohrer über Strandstadt erströmen. Während die Crystal Gems zusammen mit Connie und Löwe die Einwohner in Sicherheit bringen, versucht Steven, Spinel zu beruhigen, und erlangt dabei seine Kräfte zurück. Als Spinel während des Kampfes versehentlich den Bohrer zerstört, rettet Steven sie bei der anschließenden Explosion.
Schließlich nimmt Spinel Pink Diamonds ursprünglichen Platz in der Heimatwelt ein. Am Ende bauen Gems und Menschen Strandstadt wieder auf und beseitigen alle Verwüstungen.

## Synchronisation
|                 | Originalsprecher  | Deutscher Sprecher                                 |
| --------------- | ----------------- | -------------------------------------------------- |
| Steven Universe | Zach Callison     | Sebastian Fitzner                                  |
| Garnet          | Estelle           | Lisa Braun                                         |
| Amethyst        | Michaela Dietz    | Maximiliane Häcke                                  |
| Pearl           | Deedee Mango-Hall | Wicki Kalaitzi                                     |
| Bismuth         | Uzo Aduba         | Almut Zydra                                        |
| Lapis Lazuli    | Jennifer Paz      | Anja Stadlober                                     |
| Peridot         | Shelby Rabara     | Ilka Teichmüller (Sprache), Eva Thärichen (Gesang) |
| Spinel          | Sarah Stiles      | Friedel Morgenstern                                |

## Liederauszug
Insgesamt 38 Songs von Interpreten wie Chance the Rapper, Patti LuPone oder Estelle Fanta Swaray begleiten das animierte Zeichentrickabenteuer.
- The Tale of Steven
- Let Us Adore You
- Happily Ever After
- Other Friends
- Who We Are
- Isn’t It Love?
- No Matter What
- Disobedient
- Independent Together
- Drift Away
- Found
- True Kinda Love
- Change
- Let Us Adore You Reprise
- Finale